# Henri de Gaulle
 (novembre 2010).
Si vous disposez d'ouvrages ou d'articles de référence ou si vous connaissez des sites web de qualité traitant du thème abordé ici, merci de compléter l'article en donnant les références utiles à sa vérifiabilité et en les liant à la section « Notes et références ».
Pour les autres membres de la famille, voir famille de Gaulle.
Henri Charles Alexandre de Gaulle (né le 22 novembre 1848 à Paris en France et mort le 3 mai 1932 à Sainte-Adresse en Seine-Inférieure à l'âge de 83 ans) est le père du général de Gaulle. Fonctionnaire, puis enseignant, il a également été inscrit au barreau et a combattu lors de la guerre de 1870, qu'il finit dans le corps des officiers. Il termine sa carrière en fondant et dirigeant un établissement privé d'enseignement secondaire, à Paris.

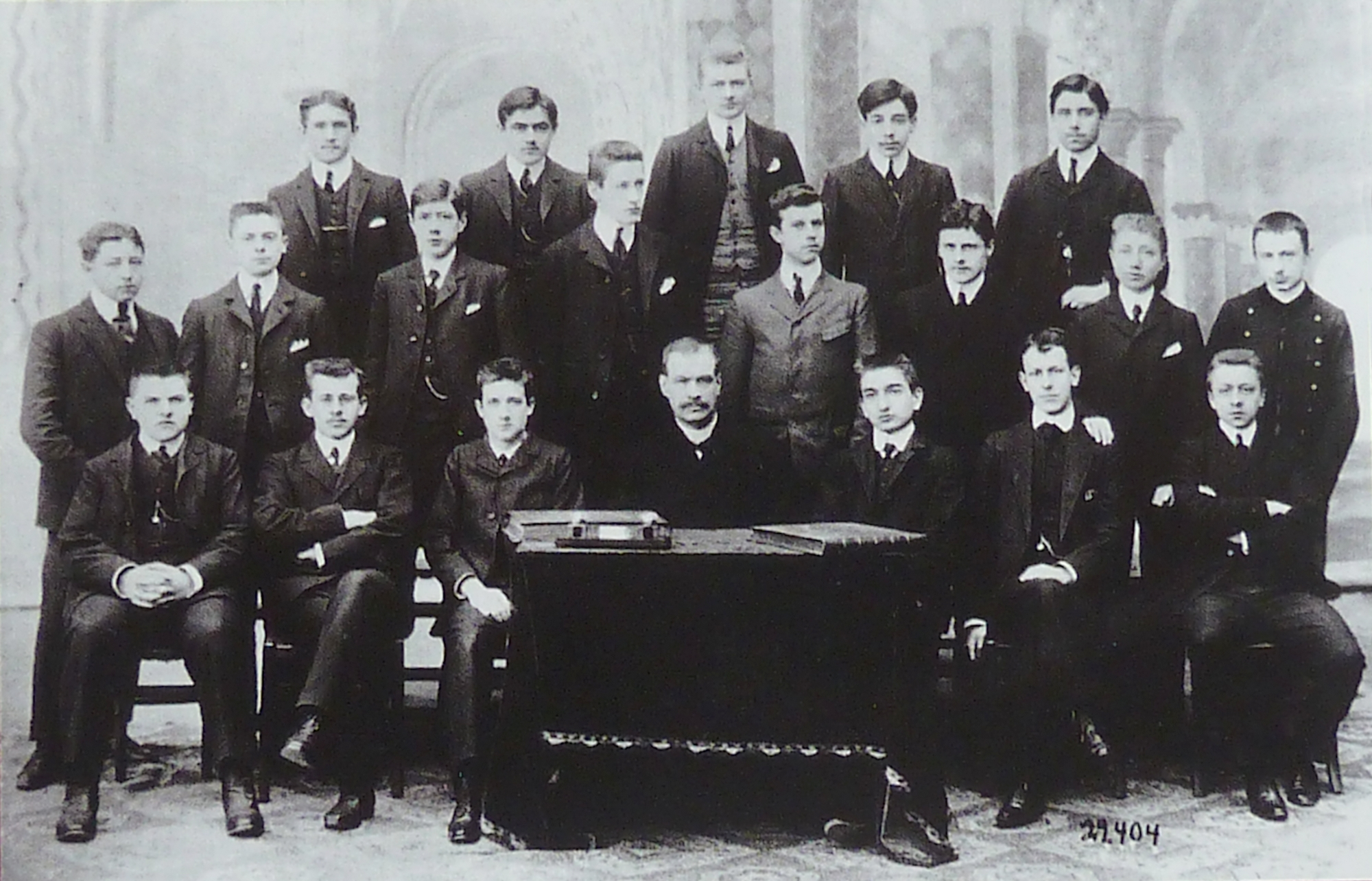
Henri de Gaulle, professeur, sur une photo de classe au Collège de l'Immaculée-Conception) en 1905. Son fils, Charles est dans la rangée du milieu, 3e à gauche.

## Biographie

### Origines, études, mariage et débuts
Henri de Gaulle fait des études scientifiques et est même admissible en 1867 à l'École polytechnique ; il renonce à passer l'oral en raison d'une aggravation de la maladie de son frère Charles, atteint de poliomyélite. Il s'inscrit alors à l'université, où il obtient deux licences, en droit et en lettres ; il devient précepteur en histoire, en latin, en grec et en littérature. Formé par le jésuite Olivaint, il se lie aux milieux monarchistes et catholiques sociaux, et entre au secrétariat d'Auguste de Talhouët-Roy dont il est précepteur des enfants. Il s'inscrit au barreau pour entretenir la famille, renonce à une carrière militaire ou politique et entre dans l'administration du ministère de l'Intérieur. Parallèlement, il s'engage à la Conférence Olivaint.
Volontaire pendant la guerre de 1870, sergent le 15 août, sous-lieutenant le 15 septembre, il est blessé au bras le 7 octobre ; rapatrié à Paris, il reprend ensuite la lutte. Pendant la Commune, il disperse des rassemblements. Il poursuivra ensuite une carrière d'officier de réserve, effectuant régulièrement des périodes. Confirmé dans son grade de sous-lieutenant en 1875, affecté à l'armée territoriale, il est incorporé au 28e régiment d'infanterie territoriale (Le Mans). Promu capitaine en 1884, il atteint le grade de chef de bataillon d'infanterie en 1897. En 1914, bien qu'âgé de 66 ans, il figure encore dans l'annuaire de l'armée française, et il est mobilisé à sa demande et affecté à la direction des transports du camp retranché de Paris.
Reçu premier au concours de rédacteur en 1871, il est fonctionnaire au ministère de l'Intérieur pendant treize ans. Il démissionne de son poste en 1884 à la suite de la politique anticléricale menée lors de la IIIe République.
Le 31 juillet 1886, il épouse civilement, puis religieusement le 2 août 1886, une cousine issue de germain, Jeanne Maillot (née le 28 avril 1860 à Lille) avec qui il a une fille, Marie-Agnès (1889-1982) et quatre fils, Xavier (1887-1955), Charles le futur général et homme d'État (1890-1970), Jacques (1893-1946) et Pierre (1897-1959). Très religieuse, elle accouche de ses enfants dans sa famille, comme c'est alors l'usage, à Lille (et à Paris). Jeanne Maillot est davantage passionnée de politique : dès la première page des Mémoires de guerre, Charles de Gaulle rend hommage à sa mère admirée, « qui portait à la patrie une passion intransigeante à l'égal de sa piété religieuse ».

### Enseignant et affaire Dreyfus
« Monarchiste de regret et républicain de raison », comme il aime se définir, Henri de Gaulle entre comme professeur de français, littérature, latin, grec et histoire aux étudiants des classes préparatoires, à l'école Sainte-Geneviève, tenue par les jésuites et située rue Lhomond à Paris. Ses quatre fils furent ses élèves, ainsi que Georges Bernanos, Marcel Prévost, Léon Julliot de La Morandière, le Cardinal Pierre Gerlier, et les futurs maréchaux Philippe Leclerc et Jean de Lattre de Tassigny. L'écrivain Jacques Perret enseigna brièvement dans son établissement.
Son rôle est jugé essentiel dans la formation de Charles de Gaulle, par sa grande érudition en histoire et en littérature, comme par sa méthode d'enseignement et sa discipline de travail.
Pour Olivier Guichard, le fait qu'Henri de Gaulle, lecteur de L'Action française, ait été dreyfusard relève de la légende : il considère certes que Henri de Gaulle, à un certain stade du développement de l’affaire, a mis en doute la culpabilité du capitaine Dreyfus, mais il n’adhéra pas pour autant au dreyfusisme politique, perçu par les royalistes et par la droite, dont il était, comme une machine de guerre au service du radicalisme et de l’anticléricalisme. Éric Roussel affirme : « Contrairement à une idée généralement admise, rien ne prouve […] formellement qu’Henri de Gaulle ait pris le contre-pied de son milieu en s’affirmant le défenseur du capitaine Dreyfus. Une tradition constante, reprise jusqu’à présent par la plupart des historiens, affirme certes ce ralliement à la cause dreyfusarde, mais elle est fragile et actuellement mise en doute par les historiens les plus réputés ».
Avant la guerre, Charles de Gaulle lui-même n’a pas de certitude absolue sur l'innocence de Dreyfus : dans La France et son armée (1938), il parle de la « vraisemblance » de l’erreur judiciaire mais il déplore l’affrontement de deux meutes rivales, renvoyées dos à dos, conduisant en fin de compte à l’affaiblissement de l’armée ; en revanche, après la guerre, toutes ses déclarations sont sans ambiguïté, il n’a aucun doute sur l’innocence de Dreyfus mais reste amer sur l’abus que certaines formations politiques avaient tiré de cette affaire et l’antimilitarisme qui en avait découlé. Philippe de Gaulle qui critique lui-même le caractère difficile et souvent contestataire du capitaine Dreyfus affirme que son père et son grand-père croyaient innocent l’inculpé du crime de trahison mais seulement responsable d’imprudence et de négligence administrative, fautes qui relevaient selon eux d’une simple sanction disciplinaire.
S'il est surnommé le PDG (père de Gaulle), ou le « vicomte » (à cause de son exigence vestimentaire, il est toujours en haut-de-forme), il est respecté et estimé pour la qualité de sa pédagogie et son érudition (il enseigne également l'histoire et les mathématiques).
Après être devenu « préfet des études », il fonde en 1905, et dirige ensuite, un établissement d'enseignement secondaire dans le secteur privé, le Cours Louis de Fontanes, 41 rue du Bac dans le 7e arrondissement,,. Cet établissement serait « l'un des plus prisés » de l'arrondissement ; Henri de Gaulle le dirige jusqu'à sa retraite en 1920.
Retiré à Sainte-Adresse, près du Havre, avec sa femme chez leur fille Marie-Agnès Cailliau de Gaulle, il participe à l'élaboration des premiers ouvrages militaires de son fils Charles de Gaulle.
Il meurt le 3 mai 1932 à Sainte-Adresse. Son épouse Jeanne meurt en Bretagne à Paimpont (Ille-et-Vilaine), le 16 juillet 1940. Le couple est enterré au cimetière de Sainte-Adresse.

## Décorations

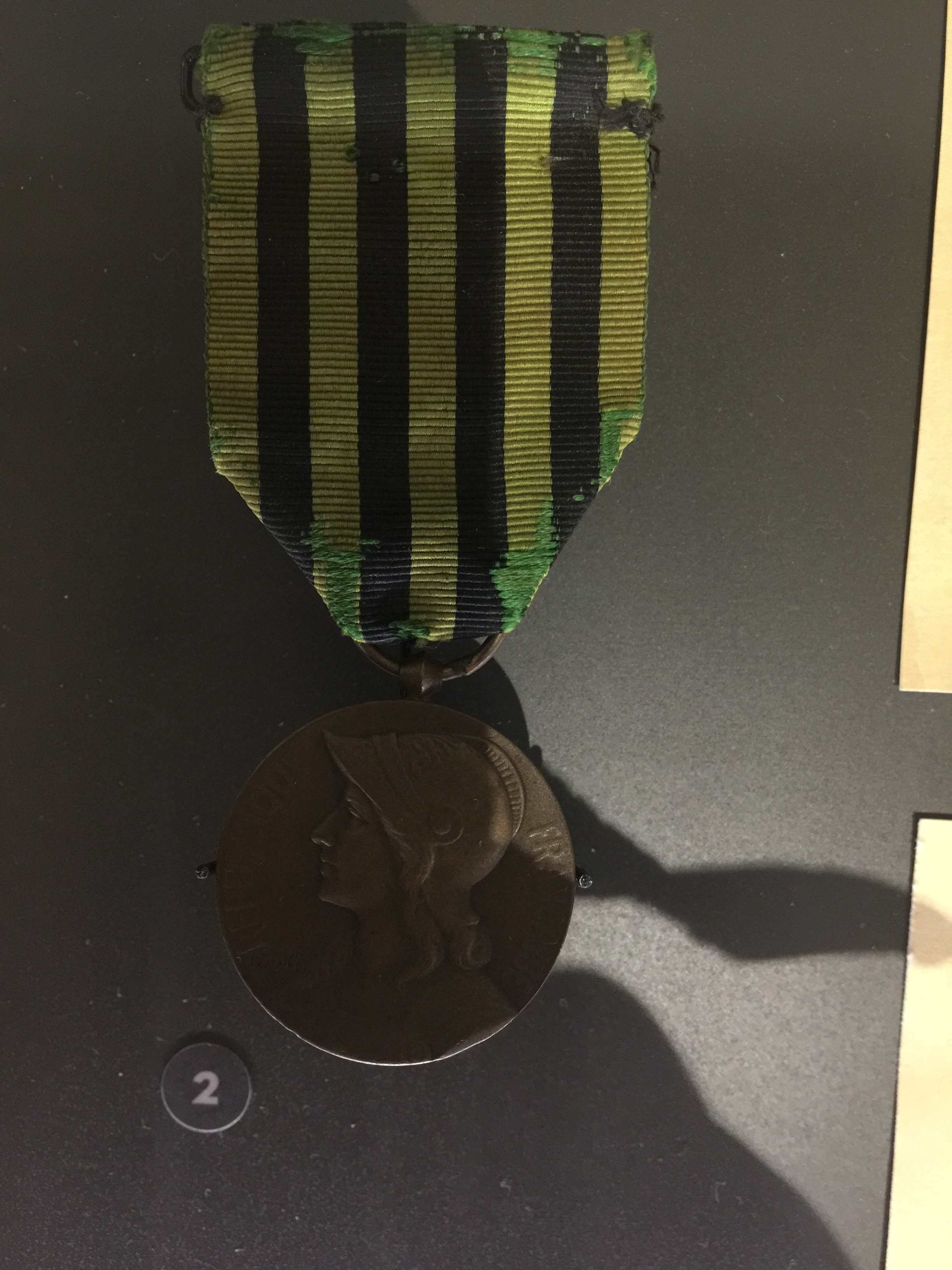
La médaille commémorative de la guerre 1870-71 d'Henri de Gaulle.

- Chevalier de la Légion d'honneur

- Médaille commémorative de la guerre 1870-1871

### Sources bibliographiques
- « Henri de Gaulle », dans Dictionnaire de Gaulle, éd. Robert Laffont, 2006, p. 542  (ISBN 2-221-10280-0).
- Christine Clerc, Les de Gaulle : Une famille française, Paris, Nil éditions et France Loisirs, 2000, 331 p. (ISBN 2-7441-4758-3), p. 15, 28-39.
- Jean Lacouture, De Gaulle, vol. 1 : Le Rebelle, 1890-1944, Paris, Éditions du Seuil, 1984, 869 p. (ISBN 2-02-006968-7, présentation en ligne).